# 큰낫

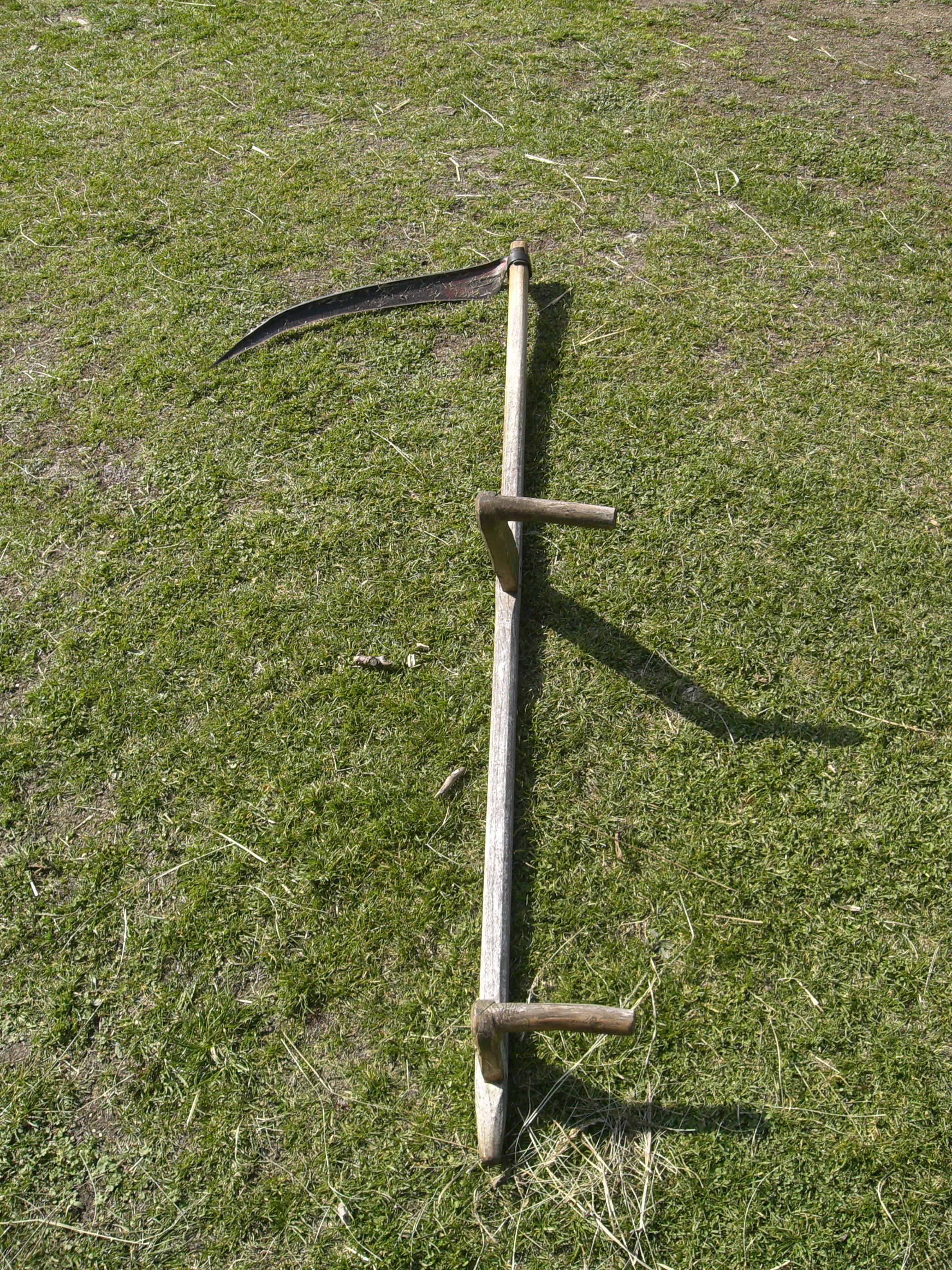
큰낫

큰낫(scythe, 사이드)은 풀을 베거나 작물을 수확하는 데에 사용되는 농기구이다. 같은 모양이지만 크기가 작은 것은 그냥 낫(sickle)으로 불린다. 농업의 기계화가 진행된 현대에도, 유럽이나 아시아의 각지에서 이용되고 있다.

## 신화
큰낫은 크로노스, 요한 묵시록의 네 기사, 죽음의 신과 같은 신화 속 존재들이 가진 무기로 자주 등장한다.
이것은 주로 기독교적 신화관을 바탕으로, 신화적 존재가 영혼을 수확함으로써 죽음에 이르게 한다는 생각에서 시작된 것이다. 비슷한 이유로, 힌두교에서의 죽음의 여신인 칼리(Kali)도 큰낫를 사용한다고 생각되었다.

## 같이 보기
- 낫